# Elise Cowen
Elise Nada Cowen (* 1933 in Long Island, New York; † 1. Februar 1962 in Washington Heights) war eine US-amerikanische Dichterin der Beat Generation.

## Leben
Elise Cowen war die Tochter einer wohlhabenden jüdischen Familie. Sie begann bereits in ihrer Schulzeit Lyrik zu schreiben. Am Barnard College lernte sie Joyce Johnson (damals Glassmann) kennen. Durch ihren Philosophieprofessor lernte sie Allen Ginsberg kennen. Sie stellten fest, dass sie einen gemeinsamen Bekannten aus der Psychiatrie hatten: Carl Solomon, dem Ginsberg sein Gedicht Howl widmete. Ginsberg und Peter Orlovsky teilten sich eine Wohnung mit Elise und ihrer Freundin Sheila.
Cowen setzte ihrem Leben 1962 ein Ende, indem sie durch ein geschlossenes Fenster im Haus ihrer Eltern sprang. Nach ihrem Tod vernichteten ihre Eltern den Großteil ihrer Gedichte; einige befanden sich jedoch im Besitz von Leo Skir, der für ihre Veröffentlichung Sorge trug.

## Werk
- Sustain Me in Despair, Gedichte (engl.), Søren Jensens Lille Press (Dänemark), 2013[1]
- Aus Tod & Wasser gemacht. Gedichte und Fragmente, Hrsg. von Tony Trigilio, aus dem Amerikanischen übersetzt von Caroline Hartge, Stadtlichter Presse, Wenzendorf 2018, ISBN 978-3-936271-92-8